# Kăpinovo, Veliko Tărnovo
Kăpinovo (în bulgară Къпиново) este un sat în comuna Veliko Tărnovo, regiunea Veliko Tărnovo,  Bulgaria. 

## Demografie
Componența etnică a satului Kăpinovo
     Bulgari (88,85%)
     Turci (2,7%)
     Romi (1,68%)
     Nicio identificare (5,74%)
     Altele (1,01%)
La recensământul din 2011, populația satului Kăpinovo era de 296 locuitori. Din punct de vedere etnic, majoritatea locuitorilor (88,85%) erau bulgari, existând și minorități de turci (2,7%) și romi (1,68%). Pentru 5,74% din locuitori nu este cunoscută apartenența etnică.